# Apolochus barnardi
Apolochus barnardi är en kräftdjursart som beskrevs av P. M. Hoover och Edward Lloyd Bousfield 200. Apolochus barnardi ingår i släktet Apolochus och familjen Amphilochidae. Inga underarter finns listade i Catalogue of Life.